# Liquiditätspapier
Liquiditätspapiere sind Forderungen, die die Deutsche Bundesbank zur Offenmarktpolitik einsetzte.
Sind die Mobilisierungspapiere durch die Deutsche Bundesbank bis zum Nennbetrag der Ausgleichsforderung von 8,1 Mrd. DM in Umlauf gebracht worden, so hat der Bund auf Verlangen (der Deutschen Bundesbank) Schatzwechsel oder unverzinsliche Schatzanweisungen (= U-Schätze) in einer Stückelung und Ausstattung nach deren Wahl bis zum Höchstbetrag von 8 Mrd. DM auszuhändigen.